# Dolichowithius granulosus
Espèce
Dolichowithius granulosus est une espèce de pseudoscorpions de la famille des Withiidae.

## Distribution
Cette espèce est endémique du Guyana.

## Description
Le mâle holotype mesure 1,75 mm.

## Publication originale
- Hoff, 1945 : Two new pseudoscorpions of the genus Dolichowithius. American Museum Novitates, no 1300, p. 1-7 (texte intégral).